# Kanał Kurowski

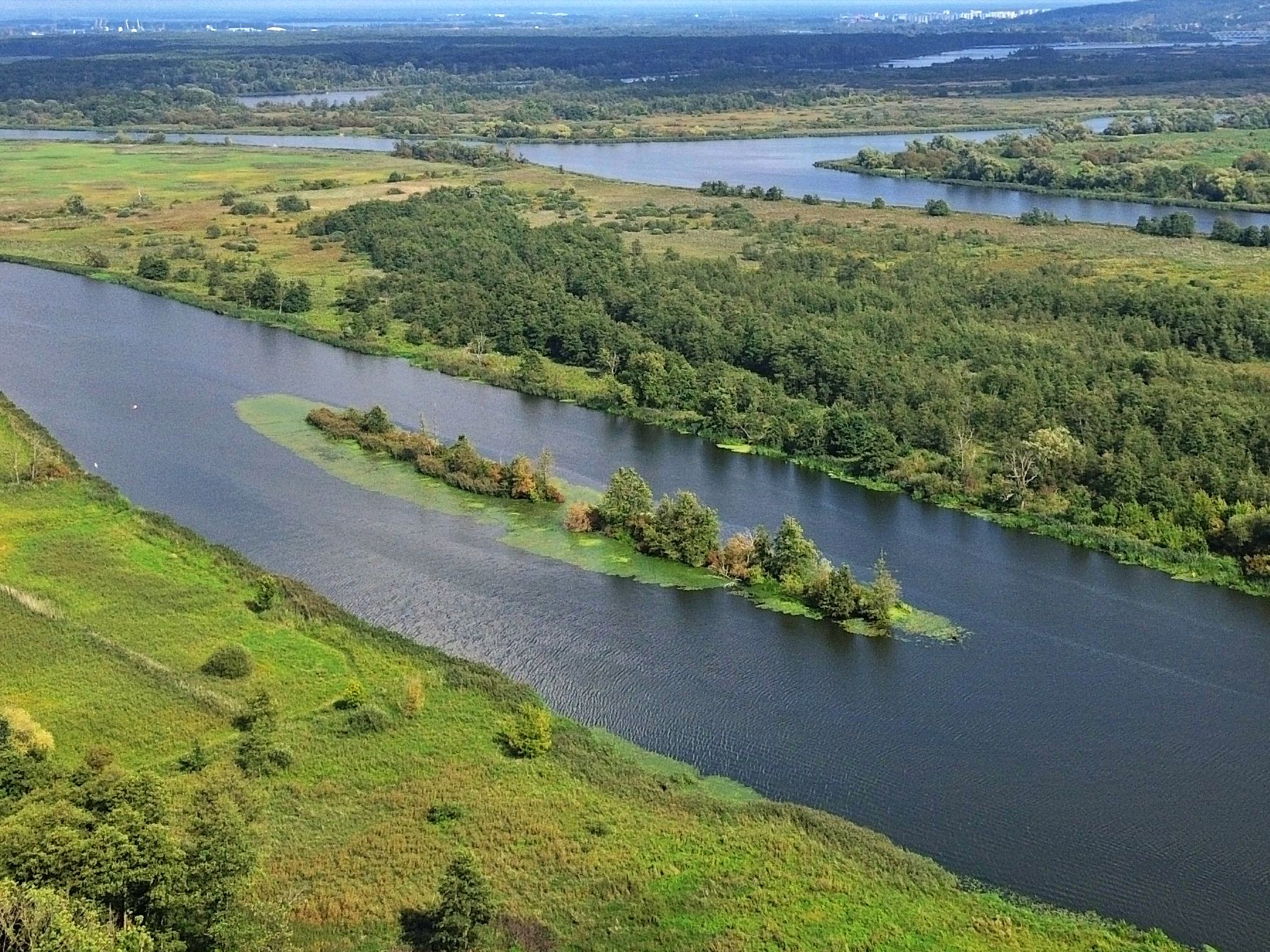
Wyspa Mała Kępa na Kanale Kurowskim (widok od południowego-zachodu)

Kanał Kurowski – kanał wodny będący ramieniem bocznym Odry Zachodniej o długości 3 km i szerokości ok. 100 m. Kanał Kurowski oddzielony jest od głównego koryta Odry przez wyspę Kurowskie Łęgi. Brzegi kanału to rozległe mokradła i obszary zalewowe. Nad Kanałem Kurowskim leży wieś Kurów, a 300 m na zachód od kanału leży wieś Ustowo.
Na Kanale znajduje się niewielka, silnie wydłużona wyspa Mała Kępa.
W Kanale Kurowskim pomiędzy wsią Kurów i Ustowo zlokalizowane jest brzegowe ujęcie wodne dla gminy Szczecin.
Nazwę Kanał Kurowski wprowadzono urzędowo w 1949 roku, zastępując poprzednią niemiecką nazwę Kurower Fahrt.